# Бой на реке Сестра
Бой на реке Сестре (швед. Slaget vid Systerbäck) — сражение, состоявшееся 8 (19) июля 1703 года (9 июля по шведскому календарю) во время Северной войны между русским отрядом под командованием царя Петра I и шведским корпусом А. Крониорта. Закончилось полным поражением шведских войск.

## Предыстория
Во время кампании 1703 года русские войска, захватив Ниеншанц, заняли побережье реки Невы, а в её устье царь основал город Санкт-Петербург. При этом шведы попытались вернуть захваченные территории. В июле 4-тысячный шведский отряд под командованием генерала Крониорта двинулся из Выборга, попытавшись атаковать с севера, со стороны Карельского перешейка. 7 июля им навстречу выступил лично Петр I с 6 русскими полками: Семёновским и Преображенским гвардейскими пехотными полками под началом генерал-майора И. И. Чамберса и 4 драгунскими (Р. Х. Баура, К. Э. Ренне, С. И. Кропотова и А. А. Малины) общей численностью 7-8 тысяч человек.

## Сражение
На следующий день, 8 июля 1703 года, в районе реки Сестры Петр встретил шведов. Утром драгунский полк К. Э. Ренне атаковал мост и, несмотря на огонь 13 неприятельских пушек, овладел им и переправой. Вслед за драгунами Ренне на противоположный берег Сестры перебрались и остальные русские драгунские полки (русская пехота к бою не успела, хоть и «зело трудилась»).
Шведский генерал Крониорт начал отход. Дорога, по которой отступали шведы, была настолько узка, что русские не могли развернуть фронт. Только через две версты показалось открытое место, на котором произошёл бой. Теснимый русскими, неприятель в беспорядке кинулся к лесу, в котором много шведских солдат было зарублено.

## Итоги
В жестоком бою отряд Крониорта потерял 203 человека убитыми и 184 ранеными и был вынужден спешно отойти к Выборгу. После поражения генерал А. Крониорт был лишён команды и сменён бароном Г. Ю. Майделем.
Потери русских составили 36 убитых и 115 раненых.
Полковник К. Э. Ренне за заслуги получил почётную должность Санкт-Петербургского коменданта, став, таким образом, первым комендантом будущей столицы Российской империи.

Петр I писал о бое

«Бой начат и счастливо совершён, неприятель прогнан, и зело много его порубили, понеже солдаты брать живьём его не хотели»

«Ведомости» сообщали:

«…июля в 7 день господин генерал Чамберс с четырми полками конных, да с двома пеших, ходили на генерала Крониорта, которой со многими людми и с тринатцатью пушки стоял на жестокой переправе. И по жестоком с обоих стран огне божиею помощию наше войско мост и переправу овладели, и неприятель узким и трудным путём версты с две бегучи ушёл на гору, откуду наша конница прогнала его в лес, и порубили неприятелей с тысящу человек, в которых многие были велми знатные офицеры, а болше того раненые от тяжких ран по лесам померли, а наших побито 32 человека, да несколько ранено».